# キエザヌオーヴァ (イタリア)
キエザヌオーヴァ（伊: Chiesanuova）は、イタリア共和国ピエモンテ州トリノ県にある、人口約200人の基礎自治体（コムーネ）。

## 地理

### 位置・広がり

#### 隣接コムーネ
隣接するコムーネは以下の通り。
- ボルジャッロ
- クオルニェ
- フラッシネット
- ポント＝カナヴェーゼ